# Pavlovce nad Uhom
Pavlovce nad Uhom (bis 1927 slowakisch „Pavlovce“; ungarisch Pálóc) ist eine große Gemeinde in der Ostslowakei, mit 4663 Einwohnern (Stand 31. Dezember 2024), die zum Okres Michalovce, einem Teil des Košický kraj, gehört und in der traditionellen Landschaft Zemplín liegt. Sie ist die größte nichtstädtische Gemeinde des Okres Michalovce.

## Geographie

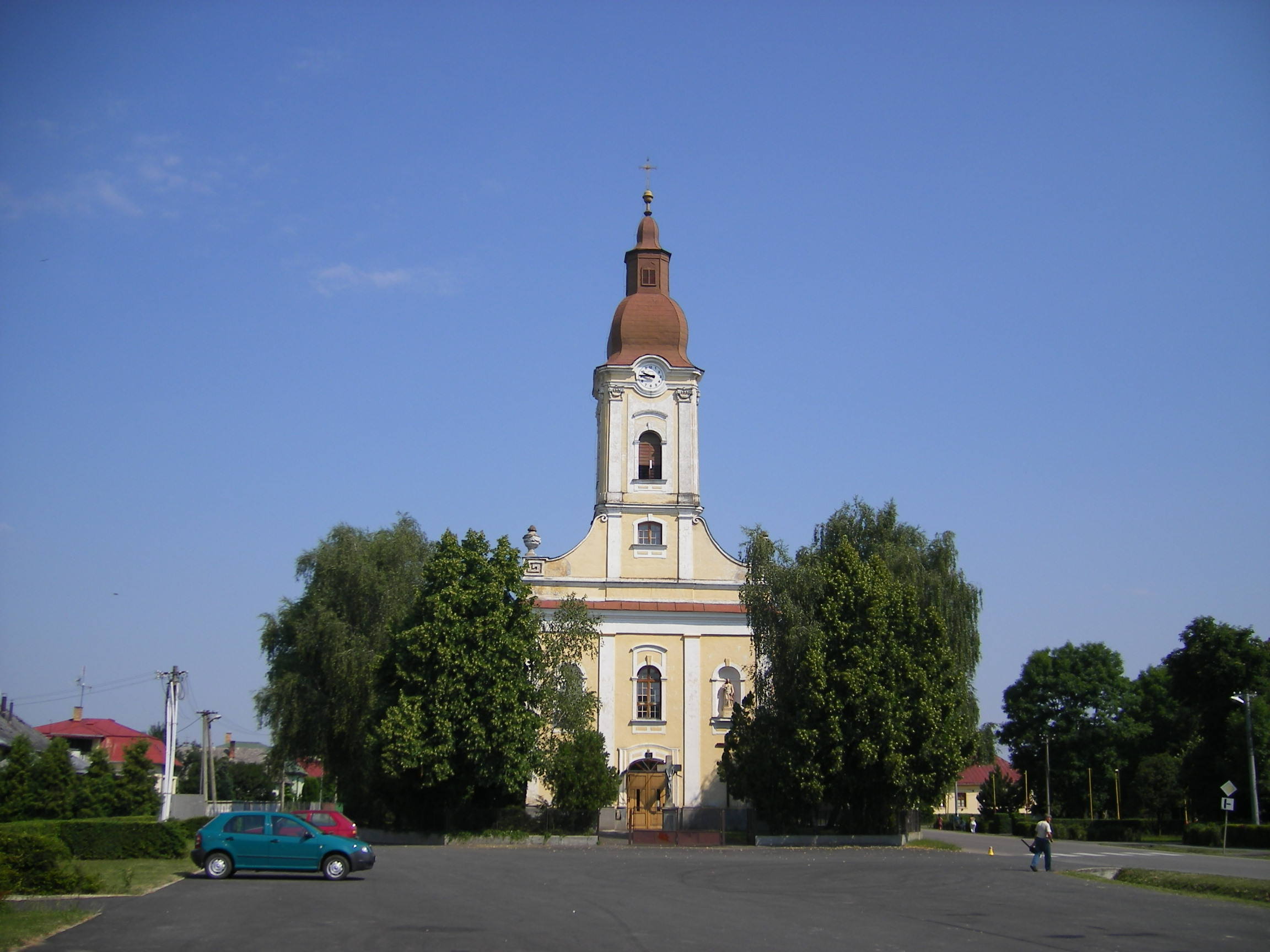
Kirche im Ort

Die Gemeinde befindet sich im Osten der Ostslowakischen Ebene im Ostslowakischen Tieflands am Fluss Uh, nahe der Staatsgrenze zur Ukraine. Das Ortszentrum liegt auf einer Höhe von 108 m n.m. und ist neun Kilometer von Veľké Kapušany sowie 20 Kilometer von Michalovce entfernt.
Zur Gemeinde gehören neben dem Hauptort auch die Siedlungen Ťahyňa (1960 eingemeindet) und Ortov.
Nachbargemeinden sind Senné im Nordwesten und Norden, Vysoká nad Uhom im Nordosten und Osten, Bajany und Veľké Kapušany im Südosten, Čierne Pole im Süden, Krišovská Liesková im Südwesten und Westen sowie Stretavka und Stretava im Nordwesten.

## Geschichte
Pavlovce nad Uhom wurde zum ersten Mal 1327 als Palouch schriftlich erwähnt, weitere historische Bezeichnungen sind unter anderen Pauloch, Palouch (1332) und Pallowce (1808). Das Dorf wurde zum Sitz einer eigenen Herrschaft, der die umliegenden Dörfer Blatná Polianka, Rebrín (heute Teil der Gemeinde Zemplínska Široká) und Senné gehörten. 1427 wurden 37 Porta verzeichnet, ab dem 15. Jahrhundert war Pavlovce ein Marktflecken (Oppidum) der Familie Pálóczy. Ab dem 16. Jahrhundert war es Besitz der Familie Stancsicz-Horváth, im 19. Jahrhundert Hadik-Barkóczy.
1715 gab es 21 Haushalte im Ort. 1828 zählte man 155 Häuser und 1304 Einwohner, die als Kalkbrenner, Landwirte und Obstbauern tätig waren.
Bis 1918/1919 gehörte der im Komitat Ung liegende Ort zum Königreich Ungarn und kam danach zur Tschechoslowakei beziehungsweise heute Slowakei. In der Zeit der ersten tschechoslowakischen Republik war Pavlovce nad Uhom weiterhin ein landwirtschaftlich geprägter Ort. 

## Bevölkerung
| Jahr                | 1994 | 2004     | 2014    | 2024    |
| ------------------- | ---- | -------- | ------- | ------- |
| Anzahl der Personen | 3924 | 4530     | 4477    | 4663    |
| Unterschied         |      | +15,44 % | −1,16 % | +4,15 % |

| Jahr                | 2023 | 2024    |
| ------------------- | ---- | ------- |
| Anzahl der Personen | 4652 | 4663    |
| Unterschied         |      | +0,23 % |

Nach der Volkszählung 2011 wohnten in Pavlovce nad Uhom 4403 Einwohner, davon 4197 Slowaken, 108 Roma, 10 Magyaren, sieben Tschechen, fünf Ukrainer, jeweils drei Polen und Russinen und ein Mährer. 69 Einwohner machten keine Angabe zur Ethnie.
3293 Einwohner bekannten sich zur römisch-katholischen Kirche, 292 Einwohner zur griechisch-katholischen Kirche, 95 Einwohner zu den Zeugen Jehovas, 29 Einwohner zur reformierten Kirche, 10 Einwohner zur orthodoxen Kirche fünf Einwohner, sieben Einwohner zur Evangelischen Kirche A. B. und fünf Einwohner zur evangelisch-methodistischen Kirche. Ein Einwohner bekannte sich zu einer anderen Konfession, 119 Einwohner waren konfessionslos und bei 552 Einwohnern wurde die Konfession nicht ermittelt.

## Bauwerke und Denkmäler

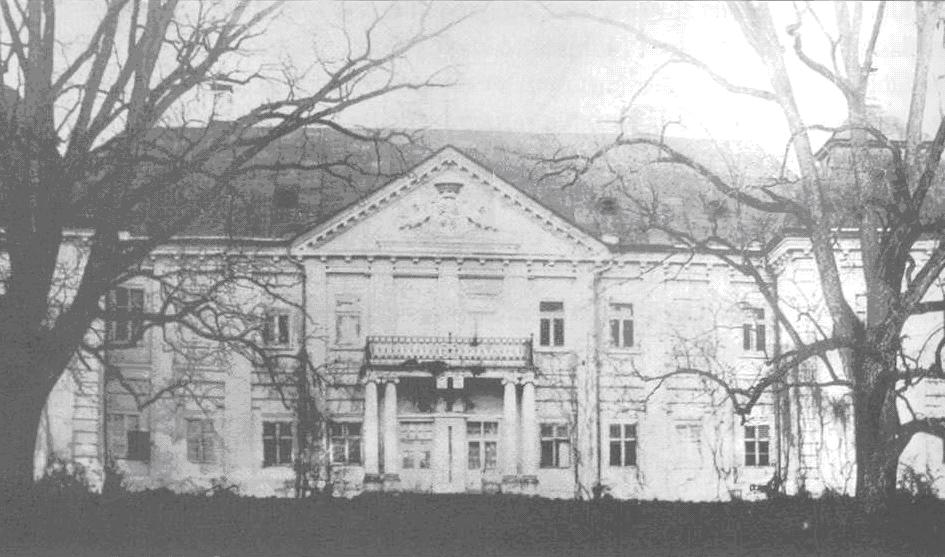
Ehemaliges Landschloss

- römisch-katholische Kirche Johannes der Täufer im Spätbarockstil aus dem Jahr 1793[6]
- römisch-katholische Wegkapelle Johannes Nepomuk im neoklassizistischen Stil aus dem Jahr 1899[7]
- griechisch-katholische Dreifaltigkeitskirche im neoklassizistischen Stil aus dem Jahr 1892 im Ortsteil Ťahyňa[8]
- Reithalle im neoklassizistischen Stil und Park, die zum Areal des heute nicht mehr existierenden Landschlosses gehörten

## Infrastruktur und Verkehr
Die Gemeinde betreibt eine Grundschule mit angeschlossenem Kindergarten sowie eine Gesamtschule. Gas- und Wasserleitungen sind vollständig ausgebaut und die Gemeinde hat Anschluss an eine Abwasserleitung mit einer Kläranlage. 
Durch Pavlovce nad Uhom passiert die Cesta II. triedy 555 („Straße 2. Ordnung“) von Vrbovec (Stadtteil von Michalovce) nach Veľké Kapušany, mit der abzweigenden Cesta III. triedy 3774 („Straße 3. Ordnung“) nach Vysoká nad Uhom. Der nächste Bahnanschluss ist in Veľké Kapušany an der Bahnstrecke Veľké Kapušany–Bánovce nad Ondavou.

## Persönlichkeiten
- Endre Hadik-Barkóczy (1862–1931), ungarischer Politiker und Präsident des Magnatenhauses
- János Hadik (1863–1933), ungarischer Politiker